# Роже Каюа
Роже́ Каюа́ (фр. Roger Caillois, * 13 березня 1913 — † 21 грудня 1978) — французький письменник, соціолог, філософ.

## Біографія
Народився в родині службовця. У роки Першої світової війни батька Кайюа призвали до війська, а родина була змушена покинути окупований німцями Реймс. Після війни родина вертається до рідного міста, а 1929 року батько філософа одержує місце в Парижі, де Кайюа завершує середню освіту, а в 1933 році вступає до Еколь Нормаль, і одночасно — на теологічне відділення Вищої школи практичних досліджень, де відвідує лекції Ж. Дюмезіля, А. Г.,О. Кожева, М. Мосса. У цей час Кайюа цілком поринає в інтелектуальну атмосферу тодішнього Парижа, знайомиться, а пізніше пориває з рухом сюрреалізму. У середині 1930-х зав'язується його тривале знайомство з філософом Жоржем Батаєм.
У 1937 році разом з ним, а також Мішелем Лерісом засновує «Колеж Соціології». В середині 1930-х Кайюа починає активно публікуватися, його лекції й статті викликають гостру полеміку, сам автор звинувачується в проповіді фашизму. Сам Кайюа привселюдно заявляє, що, як і раніше, перебуває на комуністичних позиціях.
1939 року Каюа знайомиться з аргентинською видавчинею та феміністкою Вікторією Окампо, яка товаришує з Х. Л. Борхесом. За її запрошенням Кайюа прибуває влітку того ж року в Буенос-Айрес, де читає лекції, присвячені проблемам вивчення міфу й сакрального. Роки Другої світової війни Кайюа проводить у Південній Америці, куди в 1941 році прибуває і його подруга Іветт Бійо, з якою він одружується. Шлюб розпадеться після війни.
1945 року Каюа повертається до Франції, де займається переважно видавничою роботою. З 1948 року працює в системі ЮНЕСКО, де, зокрема, зайнятий у програмі перекладів південноамериканської літератури європейськими мовами. За його редакцією виходять перші в Європі переклади оповідань Борхеса. У 1960-і роки Кайюа активно публікується й багато працює в програмах міжнародного культурного співробітництва. У 1967 році Кайюа одержує посаду керівника відділу культурного розвитку ЮНЕСКО. У 1957 році одружується вдруге. 4 січня 1971 року Кайюа обирається членом Французької академії. 1970-і роки доволі плідні для Кайюа-есеїста, у вересні 1978 письменник удостоюється Національної Великої премії в галузі літератури.
Роже Каюа похований на Монпарнаському цвинтарі в Парижі.

## Теоріягри
У книзі «Ігри та людина» Каюа з позиції соціології розробляв теорію гри. Так він сформулював 6 основних правил гри:
- розвага — добровільне об'єднання гравців саме з метою гри
- відокремленість — гра обмежена певним місцем і часом
- непевність — Перебіг гри відкритий, а кінець наперед невизначений.
- непродуктивність — гра не приносить корисних результатів
- правила — перебіг гри визначають правила
- фіктивність — під час гри людина живе у фіктивній реальності

Кайюа вважав основою гри такі елементи:
- Агон (змагальність)
- Алеа (випадковість)
- Іллінкс (сп'яніння)
- Мімікрія (маскування).

## Твори
- L'Homme et le sacré (1939)
- Puissances du roman (1942)
- La Communion des forts, études sociologiques (1944)
- Les Impostures de la poésie (1945)
- Le Rocher de Sisyphe (1946)
- Vocabulaire esthétique (1946)
- Babel, orgueil, confusion et ruine de la littérature (1948)
- Quatre essais de sociologie contemporaine (1951)
- L'Incertitude qui vient des rêves (1956)
- Art poétique. Commentaires. Préface aux poésies. L'Énigme et l'image. Suivi de traductions de la 'Vajasameyi Samhita' (XXIII, 45-62) par Louis Renou, du 'Heidreksmal' et de 'Sonatorrek', par Pierre Renauld (1958)
- Les Jeux et les hommes: le masque et le vertige (1958)
- Méduse et Cie (1960)
- Ponce Pilate, récit (1961)
- Esthétique généralisée (1962)
- Bellone ou la pente de la guerre (1963)
- Le Mimétisme animal (1963)
- Instincts et société, essais de sociologie contemporaine (1964)
- Au cœur du fantastique (1965)
- Pierres (1966)
- L'Écriture des pierres (1970)
- La Dissymétrie (1973)
- La Pieuvre: essai sur la logique de l'imaginaire (1973)
- Mise au net (1977), traduction de poèmes d'Octavio Paz (Pasado en claro, 1975) ; avec la collab. de l'auteur et d'Yvette Cottier
- Approches de la poésie: les impostures de la poésie, aventure de la poésie moderne, art poétique, reconnaissance à Saint-John Perse, résumé sur la poésie, ouverture (1978)
- Le Champ des signes: récurrences dérobées, aperçu sur l'unité et la continuité du monde physique, intellectuel et imaginaire, ou premiers éléments d'une poétique généralisée (1978)
- Trois leçons des ténèbres (illustré par Pierre Albuisson, 1978)
- Le Fleuve Alphée (1978), prix Marcel Proust, prix européen de l'essai Charles Veillon
- Approches de l'imaginaire (1979)
- Jorge Luis Borges (pub. 2009)

## Переклади українською
- Каюа, Роже. Людина та сакральне: видання, доповнене трьома додатками, про секс, гру, війну в їхньому відношенні до сакрального: Пер. з фр. Усик А. В. відп. ред. С. Л. Удовик. — Київ: Ваклер, 2003. — 238с., [9 ] арк. іл.: іл. — Бібліогр.: с. 235—238. — ISBN 966-543-081-5